# إقليم سان مارتين
إقليم سان مارتين (بالإنجليزية: San Martín Region) هو أحد أقاليم بيرو، يتبع بيرو، عاصمته مويوبامبا.

## الموقع
يشترك في الحدود مع:
- إقليم لوريتو
- إقليم لا ليبرتاد
- إقليم هانوكو
- إقليم أمازوناس.

## التقسيمات الإدارية
- Bellavista province [الإنجليزية]‏
- El Dorado province [الإنجليزية]‏
- Huallaga province [الإنجليزية]‏
- Lamas province [الإنجليزية]‏
- Mariscal Cáceres province [الإنجليزية]‏
- مقاطعة مويوبامبا
- Picota province [الإنجليزية]‏
- Rioja province, Peru [الإنجليزية]‏
- مقاطعة سان مارتين
- Tocache province [الإنجليزية]‏.

## أعلام
- أوريليو باستور